# Route nationale 382
Pour les articles homonymes, voir Route 382.
La route nationale 382 ou RN 382 a connu deux trajectoires différentes.
À l'origine, il s'agissait d'une route nationale française reliant Vouziers à Vitry-le-François. À la suite de la réforme de 1972, elle a été déclassée en RD 382.
En 1989, le premier tronçon de la rocade nord du Havre a hérité du numéro. Cette rocade reliait, à son ouverture, Harfleur (RN 15) à Montivilliers (RN 25). Elle a par la suite été prolongée et dotée d'une annexe, la route départementale 489 (surnommée voie rapide de la Lézarde). Elle relie désormais le nord-est du Havre à Fontaine-la-Mallet. De nouveaux travaux de prolongement sont en cours, afin de permettre la desserte des quartiers nord du Havre (Bléville, Montgaillard, Ville Haute) et surtout de l'aéroport d'Octeville-sur-Mer. Ce dernier tronçon, en cours de réalisation, achèvera la construction de la rocade en 2014.

## Ancien tracé de Vouziers à Vitry-le-François (D 982)
- Vouziers (km 0)
- Monthois (km 10)
- Séchault (km 16)
- Cernay-en-Dormois (km 21)
- Ville-sur-Tourbe (km 25)
- Berzieux (km 28)
- La Neuville-au-Pont (km 34)
- Chaudefontaine (km 38)
- Sainte-Menehould (km 40)
- Le Vieil-Dampierre (km 53)
- La Neuville-aux-Bois (km 54)
- Givry-en-Argonne (km 57)
- Saint-Mard-sur-le-Mont (km 61)
- Possesse (km 66)
- Saint-Jean-devant-Possesse (km 69)
- Vanault-les-Dames (km 72)
- Changy (km 83)
- Vitry-en-Perthois (km 89)
- Vitry-le-François (km 93)

## Nouveau tracé d'Harfleur à Fontaine-la-Mallet (D 6382)
- Harfleur (km 0)
- Montivilliers (km 2)
- Le Havre (km 4)
- Fontaine-la-Mallet (km 5)

## Nouveau tracé de Fontaine-la-Mallet à Octeville-sur-mer (en construction, D 6382)
- Fontaine-la-Mallet (km 5)
- Le Havre (km 7)
- Octeville-sur-mer (km 9)